# Matinsaari (ö i Norra Österbotten, Haapavesi-Siikalatva)
Matinsaari är en ö i Finland. Den ligger i sjön Iso Lamujärvi och i kommunen Pyhäntä i den ekonomiska regionen  Haapavesi-Siikalatva ekonomiska region  och landskapet Norra Österbotten, i den centrala delen av landet, 400 km norr om huvudstaden Helsingfors. Öns area är 2,2 hektar och dess största längd är 270 meter i nord-sydlig riktning.